# Trentepohlia (Mongoma) acanthophora
Trentepohlia (Mongoma) acanthophora is een tweevleugelige uit de familie steltmuggen (Limoniidae). De soort komt voor in het Australaziatisch gebied.